# E15 (Ecuador)
De E15 of Troncal del Pacífico (Noord-zuidweg van de Grote Oceaan) is een primaire nationale weg in Ecuador. De weg loopt van de Colombiaanse grens bij San Lorenzo via Esmeraldas naar Salinas en is 741 kilometer lang.
Het logo van de E15 is een dolfijn. De weg loopt namelijk langs de kust van de Grote Oceaan.